# Nectocaris
Nectocaris pteryx es un género y especie extintos de cefalópodo muy primitivo, encontrado en Burgess Shale, que data del Cámbrico Medio, hace unos 500 millones de años.

## Anatomía

### Externa
Nectocaris tenía  un cuerpo aplanado que recordaba la forma de una cometa (romboidal). Poseía dos aletas musculadas y estriadas que recorrían sus dos flancos. Su pequeña cabeza estaba adornada con dos ojos así como dos tentáculos y un flexible sifón que se abría  hacia el exterior alejándose de la cabeza. Su agudeza visual se cree comparable con la del moderno Nautilus (en caso de que carecieran de cristalino) o de los calamares (en caso contrario).

### Interna
Internamente contaba con una cámara a lo largo de su [eje de simetría] donde atesoraba un par de branquias. Esta cámara estaba cerrada por fuertes músculos que se han conservado como oscuros bloques en los fósiles que muestran al animal lateralmente.

## Modo de vida
Nectocaris se considera parte del necton del periodo Cámbrico. Su papel en la cadena trófica era posiblemente doble, ocupando los puestos de predador y carroñero, al igual que los cefalópodos modernos.

## Diversidad
Pese a que se han encontrado fósiles de Nectocaris en rocas localizadas en Canadá, China, y Australia que comprenden unos 20 millones de años de diferencia , no parecen hallarse demasiadas diferencias entre ellos en cuestiones de tamaño, y anatomía. Históricamente se consideraba que existían tres géneros de Nectocidae según su localización, pero estas especies – Petalilium latus y Vetustovermis planus – parecen pertenecer al mismo género, o incluso la misma especie que "Nectocaris pteryx"
Actualmente se reconocen dos formas diferenciadas entre los fósiles de Nectocaris. Uno de ellos mide alrededor de 2,5cm, y el otro anatómicamente idéntico pero 4 veces mayor (10 cm). Existe controversia a la hora de considerarlo como una especie independiente, asociarlo a un supuesto dimorfismo sexual o simplemente como distintas fases del desarrollo del animal.

## Ecología
La extraña forma del sifón de los nectocáridos ha generado numerosas interpretaciones. 
Una de ellas considera que Nectocaris podría utilizar su sifón como una probóscide reversible, aunque esta hipótesis no parece reafirmarse tras el estudio detallado de los fósiles. 
Otra hipótesis más respaldada es que la dinámica de fluidos que permitiría resultaría óptima para propulsar al animal a través de su medio. Se cree que habría mantenido un ligero y lento flujo continuo de agua a través del sifón hacia sus branquias internas.

## Afinidad
Su afinidad ha sido extensamente discutida, hasta tal punto que algunos científicos consideran que es una cuestión que permanece sin respuesta. La ponderación de las evidencias sugiere que la relación con los cefalópodos. La interpretación más aceptada es que se trataba de un tipo primigenio de cefalópodo con características similares a las especies actuales. Estas características que nos recuerdan a los coleoideos fueron adoptadas bien por evolución convergente, bien por evolución divergente.

## Historia de Estudio
Charles Doolittle Walcott, su descubridor, lo fotografió durante la primera década del siglo XX, pero nunca tuvo tiempo de estudiarlo. Por lo que no fue descrito formalmente hasta 1976 por Simon Conway Morris, que sin embargo no supo en qué filo incluirlo debido a que solo existía un espécimen fósil, y para más complicaciones, se carecía de su contraparte.
El nombre con el que fue bautizado este animal describe el enigma que supuso para los paleontólogos durante décadas. Nectocaris, o camarón nadador (del Griego Antiguoνηκτόν) fue sopesado como un representante de los primeros animales cordados. 
Las primeras interpretaciones que pudieron hacerse de sus escasos restos fósiles se atribuyen a Simon Morris, quien lo describía como una extraña quimera, con cabeza artropodiana (semejante a la de un camarón con dos largas apéndices preorales)y un cuerpo que recordaba al de un cordado incipiente, con aletas cortas y radiadas tanto dorsales como ventrales. Esta concepción de un cordado encontrado en estratos del periodo cámbrico fue sin duda uno de los grandes enigmas de Burgués Shale. El doctor Stephen Jay Gould lo describe incluso como poseedor de dos ojos pedunculados característicos de los artrópodos.
En 2010, Martin Smith y Jean-Bernard Caron realizaron un análisis más detallado de 91 especímenes de Nectocaris pteryx, llegando así a la conclusión de que es muy probable que se tratara de un primitivo cefalópodo, con dos tentáculos en lugar de los 8 o 10 que tienen los modernos, los cuales habían sido confundidos por previos investigadores con un escudo oval tras los ojos, que nadaba gracias a dos grandes aletas laterales.
Esta moderna interpretación ha obligado a reinterpretar las teorías evolutivas sobre los cefalópodos, por lo que algunos estudiosos sostienen que debería seguirse investigando acerca de su afinidad en lugar de contentarse con relacionarlo con los cefalópodos. Estos científicos creen que sus rasgos similares a los cefalópodos podrían no ser más que una evolución convergente, y que la ausencia de escudo no puede, ni debe, excluir la posibilidad de relacionarlo con los artrópodos, concretamente con el grupo de los Dinocaridae al cual pertenecen los anomalocáridos.

## Galería

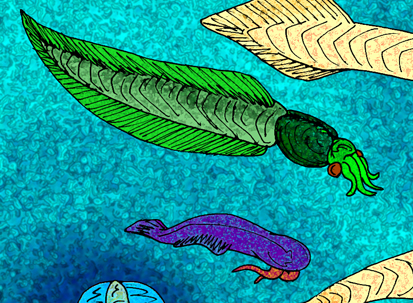
Recreación artística de Nectocaris.
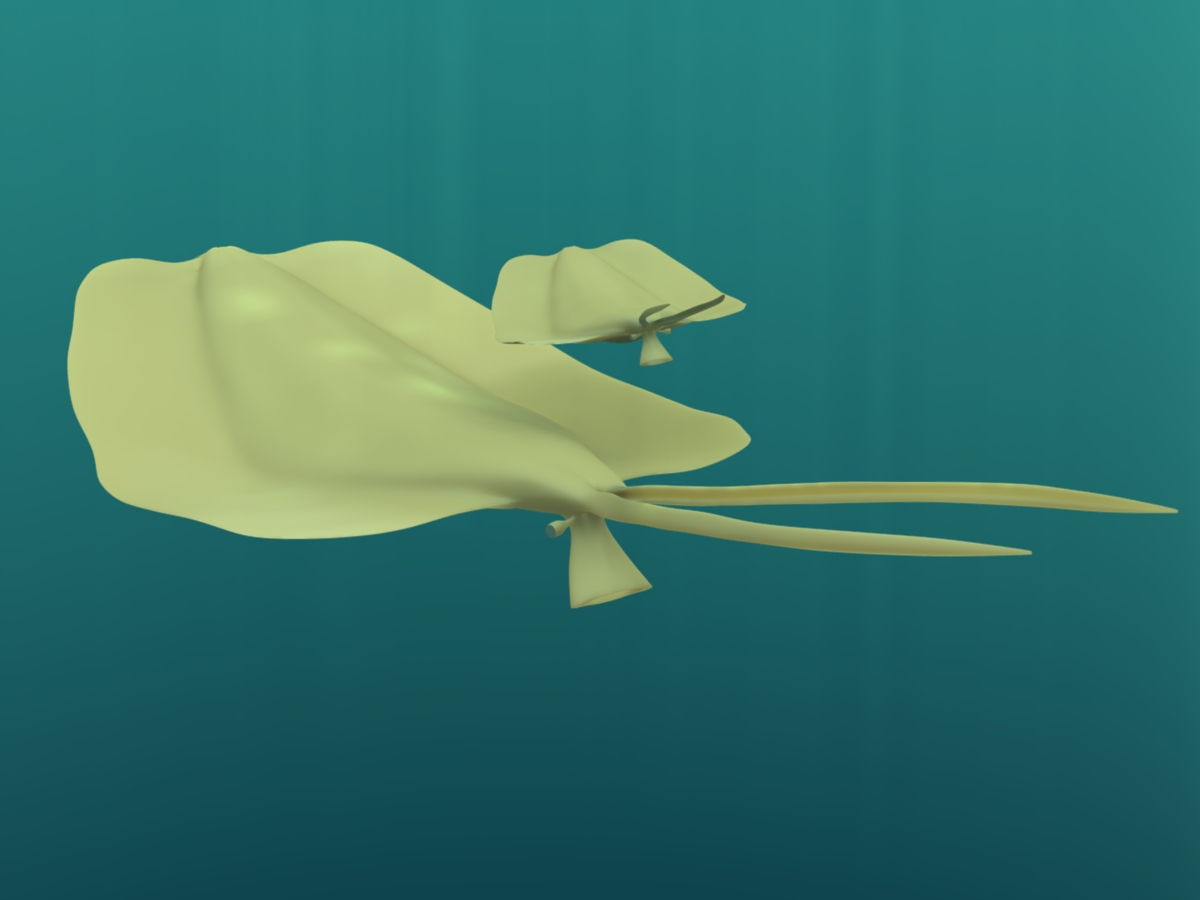
Recreación de Nectocaris pteryx.
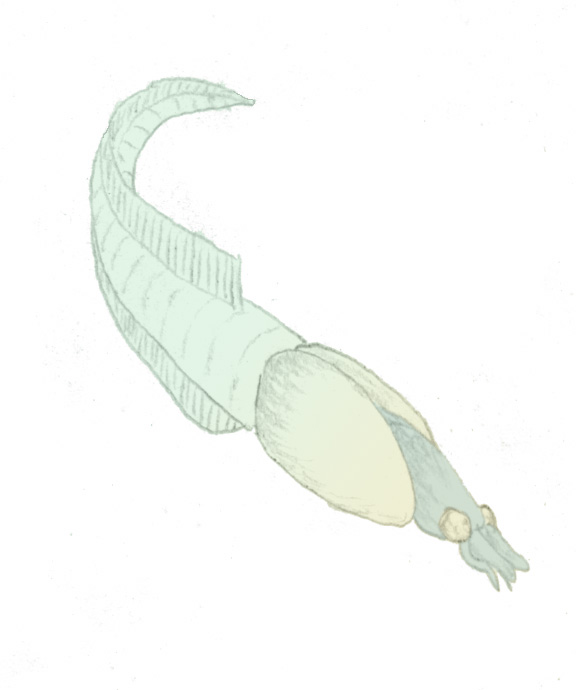
Recreación de Nectocaris como un cordado.
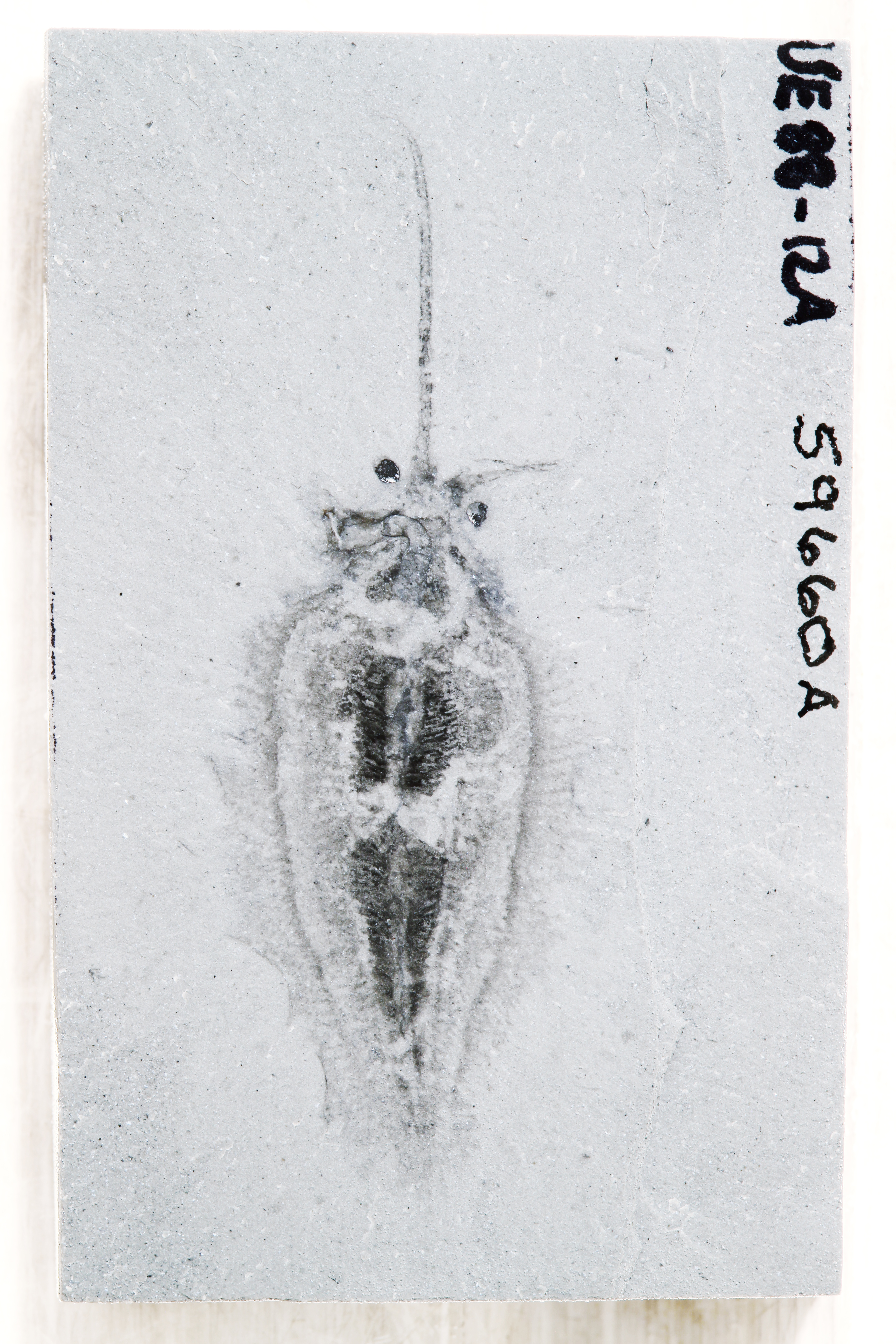
Fósil de un Nectocaris.